# Udine (stacja metra)
Udine – stacja metra w Mediolanie, na linii M2. Znajduje się na piazzale Udine, w Mediolanie i zlokalizowana jest pomiędzy stacjami Cimiano, a Lambrate. Została otwarta w 1969.